# Clasamentul pe medalii la Jocurile Olimpice de iarnă din 2002

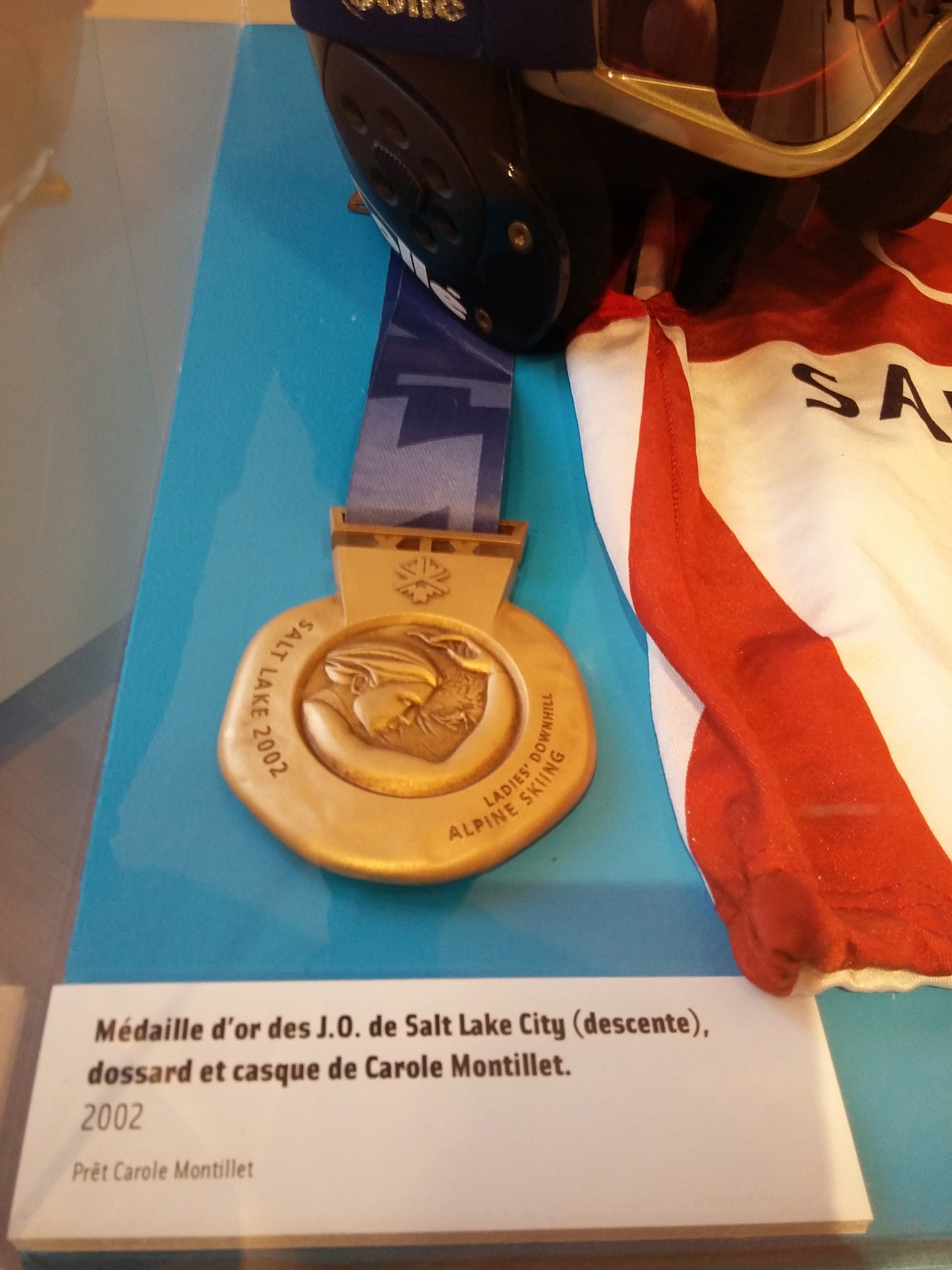
Medalia de aur împărţită la această ediţie

Clasamentul pe medalii la Jocurile Olimpice de iarnă din 2002 este o listă a Comitetelor Olimpice Naționale ordonate după numărul de medalii câștigate la Jocurile Olimpice de iarnă din 2002 desfășurate la Salt Lake City, Utah în Statele Unite ale Americii în perioada 8 - 24 februarie 2002. Un total de 2.399 de sportivi din 77 de țări au participat la această ediție, în cadrul a 78 de probe sportive în 15 discipline.
Sportivi din 24 de țări au câștigat cel puțin o medalie, lăsând 53 de țări fără vreuna. Germania a avut cele mai multe medalii în total (36) pentru a doua ediție consecutivă, iar la sfârșitul Jocurilor, chiar și cele mai multe medalii de aur (12). Însă, peste doi ani, Norvegia a mai primit două medalii de aur, ridicându-le totalul la 13, și clasând-o pe locul 1. De asemenea, Norvegia a egalat recordul obținut de Uniunea Sovietică la ediția din 1976 la capitolul numărului de medalii de aur obținute. Recordul avea să fie doborât ulterior de către Canada la Jocurile Olimpice de iarnă din 2010 de la Vancouver. Croația și Estonia și-au câștigat primele medalii olimpice dar și primele medalii olimpice de aur în istoria participării lor la Jocurile Olimpice de iarnă, iar Australia și China și-au câștigat primele medalii de aur. Cu un total de 36 de medalii, Germania a doborât recordul pentru cel mai mare total de medalii obținut la Jocurile Olimpice de iarnă, acesta urmând să fie doborât de Statele Unite ale Americii la ediția din 2010.

## Clasamentul
Clasamentul pe medalii este bazat pe informațiile primite de la Comitetul Olimpic Internațional (COI) și este în concordanță cu Convenția de la CIO în clasamentele sale pe medalii publicate. În mod implicit, clasamentul este ordonat după numărul de medalii de aur câștigate de sportivii națiunii pe care o reprezintă (în acest context, o națiune este o etnitate reprezentată de un Comitet Olimpic Național). În cazul în care numărul de medalii de aur este egal sunt luate în considerare numărul de medalii de argint și dacă și el este egal, cele de bronz. În cazul în care nici aceasta nu rezolvă problema, țările sunt la egalitate și sunt enumerate în clasament în ordine alfabetică.
Pentru a sorta clasamentul după națiune, numărul total de medalii, sau oricare altă coloană, apăsați pictograma  de lângă titlul fiecărei coloane.
  *   Țara gazdă (Statele Unite ale Americii)
| Loc       | Țară                       | Aur | Argint | Bronz | Total |
| --------- | -------------------------- | --- | ------ | ----- | ----- |
| 1         | Norvegia                   | 13  | 5      | 7     | 25    |
| 2         | Germania                   | 12  | 16     | 8     | 36    |
| 3         | Statele Unite ale Americii | 10  | 13     | 11    | 34    |
| 4         | Canada                     | 7   | 3      | 7     | 17    |
| 5         | Rusia                      | 5   | 4      | 4     | 13    |
| 6         | Franța                     | 4   | 5      | 2     | 11    |
| 7         | Italia                     | 4   | 4      | 5     | 13    |
| 8         | Finlanda                   | 4   | 2      | 1     | 7     |
| 9         | Țările de Jos              | 3   | 5      | 0     | 8     |
| 10        | Austria                    | 3   | 4      | 10    | 17    |
| 11        | Elveția                    | 3   | 2      | 6     | 11    |
| 12        | Croația                    | 3   | 1      | 0     | 4     |
| 13        | China                      | 2   | 2      | 4     | 8     |
| 14        | Coreea de Sud              | 2   | 2      | 0     | 4     |
| 15        | Australia                  | 2   | 0      | 0     | 2     |
| 16        | Cehia                      | 1   | 2      | 0     | 3     |
| 17        | Estonia                    | 1   | 1      | 1     | 3     |
| 18        | Regatul Unit               | 1   | 0      | 1     | 2     |
| 19        | Suedia                     | 0   | 2      | 5     | 7     |
| 20        | Bulgaria                   | 0   | 1      | 2     | 3     |
| 21        | Japonia                    | 0   | 1      | 1     | 2     |
| 21        | Polonia                    | 0   | 1      | 1     | 2     |
| 23        | Belarus                    | 0   | 0      | 1     | 1     |
| 23        | Slovenia                   | 0   | 0      | 1     | 1     |
| Total: 24 | Total: 24                  | 80  | 76     | 78    | 234   |